# Катас-Алтас-да-Норуэга
Катас-Алтас-да-Норуэга (порт. Catas Altas da Noruega) — муниципалитет в Бразилии, входит в штат Минас-Жерайс. Составная часть мезорегиона Агломерация Белу-Оризонти. Входит в экономико-статистический микрорегион Консельейру-Лафайети. Население составляет 3221 человек на 2006 год. Занимает площадь 143,366 км². Плотность населения — 22,5 чел./км².

## История
Город основан 1 марта 1963 года.

## Статистика
- Валовой внутренний продукт на 2003 год составляет 8 554 798,00 реалов (данные: Бразильский институт географии и статистики).
- Валовой внутренний продукт на душу населения на 2003 год составляет 2630,63 реалов (данные: Бразильский институт географии и статистики).
- Индекс развития человеческого потенциала на 2000 год составляет 0,673 (данные: Программа развития ООН).